# Jiří Weil
Jiří Weil (Praskolesy, 6 augustus 1900 - Praag, 13 december 1959) was een Tsjechisch schrijver en journalist van Joodse herkomst. Zijn werk is verwant aan het existentialisme.

## Leven en werk
Weil werd geboren in een joods-orthodox gezin. Hij studeerde Slavische filologie en literatuurwetenschappen in Praag en promoveerde in 1928 op een dissertatie over Nikolaj Gogol. Reeds op jonge leeftijd betoonde Weil zich een overtuigd communist en stelde zich ten doel het Tsjechische publiek te informeren over de verworvenheden van de Russische cultuur. Als journalist berichtte hij over de Sovjet-cultuur en hij vertaalde werken van Vladimir Majakovski, Nikolaj Asejev, Maksim Gorki, Boris Pasternak en Michail Zosjtsjenko naar het Tsjechisch. Van 1922 tot 1932 bekleedde hij een nevenfunctie bij de sovjetvertegenwoordiging in Praag. Hij was lid van het avantgardistische genootschap Devětsil (Nederlands: hoefblad).
Van 1933 tot 1935 verbleef Weil in de Sovjet-Unie. Hij werkte er als vertaler en journalist en was getuige van het begin van de Grote Zuivering. Na de moord op Sergej Kirov, eind 1934, werd hij om nooit geheel opgehelderde redenen gearresteerd en naar Centraal-Azië verbannen. Een jaar later kon hij terugkeren naar Praag. Daar schreef hij vervolgens zijn reportage-roman, Moskva-hranice (1937, Nederlands: De hartslag van Moskou), waarin hij commentaarloos de harde Sovjetpraktijken belicht en als eerste literator vraagtekens zet bij de Moskouse Processen. Het bracht hem in conflict met de Tsjechische Communistische Partij, die hem royeerde.
Tijdens de Tweede Wereldoorlog ontsnapte Weil als Jood aan de deportatie door net te doen alsof hij in de Moldau was gesprongen. Hierna dook hij onder tot aan het einde van de oorlog. Op deze ervaring baseerde hij vervolgens zijn autobiografische roman Život s hvězdou (1949, Nederlands: Leven met de ster), over een bankbediende die tijdens het nazi-bewind jarenlang alleen op een zolderkamer woont en lange monologen houdt. Ook deze roman leverde hem in het inmiddels communistische Tsjecho-Slowakije kritiek op, met name omdat hij een zwakke, passieve hoofdpersoon schetste en niet iemand die actief het nazisme bestreed. In 1951 werd hij uit de Tsjechische schrijversbond gezet en tot 1957 was het hem verboden te publiceren. Hij bleef echter schrijven tot hij in 1959 overleed aan leukemie. Diverse van zijn werken verschenen postuum, met als meest bekende roman Na střeše je Mendelssohn (1960, Nederlands: Mendelssohn is op het dak), over de corruptie en de Jodenvervolging in Tsjechië tijdens de Duitse bezetting.
Weils werk kenmerkt zich door een modernistische schrijfstijl, met veel monologen. Het is sterk existentialistisch en raakt soms aan absurdisme. Feiten en fictie lopen vaak door elkaar. Belangrijke thema's zijn machtsmanipulatie, verstoorde communicatie en het zoeken naar authentieke menselijke waarden. Tot aan de val van het communisme in het Oostblok begin jaren 1990 bleef hij lange tijd in de vergetelheid, maar inmiddels is sprake van een internationale heropleving van zijn werk. Vertalingen verschijnen in vele talen, waaronder het Nederlands.

## In het Nederlands vertaalde werken
- 2012: Mendelssohn op het dak (Na střeše je Mendelssohn, 1960)
- 2013: Leven met de ster (Život s hvězdou, 1949)[1]
- 2014: De hartslag van Moskou (Moskva-hranice, 1937)[2][3]